# FCN2
FCN2‏ (Ficolin 2) هوَ بروتين يُشَفر بواسطة جين FCN2 في الإنسان.